# بات ميرفي (لاعب كرة قدم)
بات ميرفي (بالإنجليزية: Pat Murphy)‏ هو لاعب كرة قدم بريطاني، ولد في 19 ديسمبر 1947 في Merthyr Tydfil ‏ في المملكة المتحدة. لعب مع كارديف سيتي.